# Греческое экономическое чудо
Греческое экономическое чудо (греч. Ελληνικό οικονομικό θαύμα) — период крайне высоких темпов экономического и социального развития Греции с 1950 по 1973 год. Темпы экономического роста в стране в среднем достигали 7-8 % в год. Этот показатель был вторым/третьим в мире после Японии и Испании в течение того же периода.
Темпы роста были наиболее высокими в течение 1950-х годов, часто превышая 10 %. Промышленное производство несколько лет ежегодно росло на 10 %, в основном в 1960-х годах. На начальном этапе экономический рост расширил финансовый разрыв между богатыми и бедными, углубив политический раскол общества. В самой Греции термин «экономическое чудо» используется редко.

## История
Оккупация Греции нацистскими войсками с 1941 по 1944 годы и ожесточённые бои с группировками Движения Сопротивления имели разрушительные последствия для инфраструктуры и экономики (в частности, принудительные займы, которые требовал оккупационный режим, серьёзно девальвировали греческую драхму). Во время Второй мировой войны в Греции началась гражданская война, которая продлилась до 1949 года. К 1950 году относительное положение греческой экономики резко ухудшилось. Согласно британскому экономисту Ангусу Мэддисону, доход на душу населения по паритету покупательной способности упал с 62 % от этого показателя во Франции в 1938 году до примерно 40 % в 1949 году.
Быстрому восстановлению греческой экономики способствовал ряд мероприятий, в том числе (в дополнение к стимуляции, как и в других европейских странах, предусмотренной планом Маршалла) резкая девальвация драхмы, привлечение иностранных инвестиций, значительное развитие химической промышленности, развитие туризма и сферы услуг в целом и, не в последнюю очередь, массовое строительство, связанное с масштабными инфраструктурными проектами и восстановлением греческих городов. Последнее связано с резкой урбанизацией греческих городов, заменившей малоэтажную застройку бетонными многоэтажками.
Период роста закончился в 1974 году с падением военной хунты, когда показатель роста ВВП был худшим в послевоенной истории страны (падение на 6 % за год). Незначительные падения ВВП происходили и в 1980-х, но они частично компенсировались теневой экономикой.
В общей сложности, греческий ВВП рос 54 года из 60 после Второй мировой и гражданской войны. С 1950 года до экономического кризиса 2008 года, за исключением относительного экономического застоя 1980-х годов, Греция последовательно демонстрировала лучшие темпы экономического роста, чем большинство европейских стран. С начала 1970-х до 1990-х годов для страны была нормальной двузначная инфляция, часто ближе к 20 %, чем к 10, пока денежно-кредитная политика не была изменена для соответствия критериям вхождения в еврозону.